# Thomas Weber (historien)
Pour les articles homonymes, voir Thomas Weber et Weber.
Thomas Weber (né le 29 avril 1974 à Hagen (Rhénanie-du-Nord-Westphalie) est un historien allemand. Il est connu pour son travail sur la Seconde Guerre mondiale, surtout sur la vie d'Adolf Hitler pendant ce conflit.

## Ouvrages
- (en) Hitler's First War: Adolf Hitler, the Men of the List Regiment, and the First World War, Oxford University Press, USA; 1st ed. (28 novembre 2010),  (ISBN 978-0-199233205).
  - (de) traduction allemande : Hitlers Erster Krieg: Der Gefreite Hitler im Ersten Weltkrieg – Mythos und Wahrheit, Propyläen Verlag, Berlin 2011,  (ISBN 978-3-549-07405-3) (oder Taschenbuch 2012)[1]
  - (fr) traduction française : La première guerre d'Hitler  (trad. de l'anglais), Paris, Perrin, 2012, 518 p. (ISBN 978-2-262-03589-1).
- (en) Our Friend “The Enemy”’: Elite Education in Britain and Germany before World War I, Stanford University Press, Stanford 2008  (ISBN 978-0-8047-0014-6).
- (en) Lodz Ghetto Album: Photographs by Henryk Ross (photographs selected by Timothy Prus & Martin Parr), Chris Booth, London 2004  (ISBN 0-9542813-7-3). (voir Ghetto de Łódź)